# Yasmin Rasyid
Yasmin Rasyid, née en 1979 à Kuala Lumpur, est une militante écologiste malaisienne.

## Biographie
Yasmin Rasyid naît à Kuala Lumpur (en Malaisie) en 1979.
Elle sort diplômée en biologie marine et religion contemporaine de l'université Duke en 1998.
Elle milite pour la recherche sur le développement durable.
Elle milite pour une meilleure gestion des déchets.
Elle est présidente et fondatrice d'EcoKnights, une ONG malaisienne promouvant le développement durable.
En 2024, elle est nommée présidente du Malaysia Forest Fund (MFF), organisation gouvernementale de financement du secteur forestier en Malaisie.